# Tenoranema alcoveri
Genre
Espèce
Synonymes
- Capillaria alcoveri (Mas-Coma & Esteban, 1985) Justine, Ferté & Bain, 1987

Tenoranema alcoveri, unique représentant du genre Tenoranema, est une espèce de nématodes de la famille des Capillariidae et parasite de rongeurs.

## Description
Le corps compte deux bandes bacillaires latérales. Chez le mâle, l'extrémité postérieure est pourvue de palettes caudales bien développées. La bourse membraneuse n'a qu'un lobe, et est soutenu par un réseau complexe et symétrique de « rayons » qui n'atteignent pas le bord de la bourse. Le spicule est allongé mais n'est pas très sclérifié, donc difficilement visible. La gaine spiculaire n'est pas épineuse. La femelle possède deux appendices vulvaires : un petit, prévulvaire, et un autre, deux fois plus grand, postvulvaire. Les œufs sont en forme de citron avec un bouchon à chaque bout. La description originale mentionne des ailes latérales chez le mâle, non vues dans la redescription.

## Hôtes
Tenoranema alcoveri parasite l'intestin du Lérot commun (Eliomys quercinus). L'espèce a été récoltée chez cet hôte à Majorque (Baléares) (localité-type) et à Lagny-sur-Marne en France.

## Taxonomie
L'espèce est décrite en 1985 par les parasitologistes espagnols Santiago Mas-Coma et José-Guillermo Esteban et redécrite en 1987 à partir de spécimens trouvés en France. Dans sa monographie de 2001 sur les nématodes de la super-famille des Trichinelloidea parasitant les animaux à sang froid, le parasitologiste tchèque František Moravec reconnaît le genre comme valide.